# Вивьес
Вивье́с (фр. Viviès, окс. Vivièrs) — коммуна во Франции, находится в регионе Окситания. Департамент коммуны — Арьеж. Входит в состав кантона Мирпуа. Округ коммуны — Сен-Жирон.
Код INSEE коммуны — 09341.

## Население
Население коммуны на 2008 год составляло 112 человек.
| 1962 | 1968 | 1975 | 1982 | 1990 | 1999 | 2008 |
| ---- | ---- | ---- | ---- | ---- | ---- | ---- |
| 52   | 59   | 56   | 63   | 62   | 84   | 112  |

## Экономика
В 2007 году среди 67 человек в трудоспособном возрасте (15—64 лет) 46 были экономически активными, 21 — неактивными (показатель активности — 68,7 %, в 1999 году было 62,3 %). Из 46 активных работали 41 человек (23 мужчины и 18 женщин), безработных было 5 (2 мужчины и 3 женщины). Среди 21 неактивных 5 человек были учениками или студентами, 6 — пенсионеры, 10 были неактивными по другим причинам.